# Foussais-Payré
Foussais-Payré – miejscowość i gmina we Francji, w regionie Kraj Loary, w departamencie Wandea.
Według danych na rok 1990 gminę zamieszkiwało 1 230 osób, a gęstość zaludnienia wynosiła 36 osób/km² (wśród 1504 gmin Kraju Loary Foussais-Payré plasuje się na 493. miejscu pod względem liczby ludności, natomiast pod względem powierzchni na miejscu 214.).